# 赖因哈德·劳克
赖因哈德·劳克（德語：Reinhard Lauck，1946年9月16日—1997年10月22日），德国男子足球运动员，司职中场。他曾代表东德国奥队参加1976年夏季奥林匹克运动会足球比赛，获得一枚金牌。